# Monte San Salvatore (Picentini)
Il Monte San Salvatore è un rilievo montuoso dei monti Picentini rientrante nell'omonimo parco fa parte del territorio comunale di Campagna ed è alto 1.073 m s.l.m.

## Descrizione
Rilievo calcareo-dolomitico, costituisce lo spartiacque tra i bacini idrogeografici del fiume Tenza a ovest e del fiume Trigento a est. Delimitato a nord dal Monte Polveracchio e a sud dal monte Ripa della Guardia, è coperto da boschi di querce, castagni, cerri e tassi. Sul versante occidentale è costeggiato dalla SP 31b e presenta il piccolo abitato di Avigliano e l'omonimo santuario. Sul versante orientale non sono presenti edifici e nemmeno strade.

## Sentieri
Fra i numerosi sentieri che iniziano lungo la SP 31, il più suggestivo è quello della Madonna del Rosario. tale sentiero, parte vicino al Santuario della Madonna d'Avigliano e, dopo aver solcato una caratteristica strettoia rocciosa con gradini naturali, si inoltra nei boschi di castagni. Superata una piccola immagine votiva, si giunge all'eremo di San Michele di Montenero, un cenobio ricavato in una cavità naturale del monte Nero a 1.000 m s.l.m.